# دژ کیمینلیننا
دژ کیمینْلینْنا (به معنای واقعی کلمه، "قلعه کیمی ") قلعه ای‌است که در قسمت شمالی جزیره هووینساری در کوتکا، در ساحل جنوبی فنلاند واقع شده‌است. کیمینْلینْنا بخشی از سیستم استحکامات فنلاند جنوب شرقی است که توسط روسیه پس از جنگ روسیه و سوئد ۱۷۸۸–۱۷۹۰ ساخته شد. کیمینْلینْنا بخش شمالی یک استحکامات دوگانه را به همراه دژ دریایی روتسینسالمی تشکیل می‌داد، جایی که کیمینْلینْنا برای دفع حملات زمینی در امتداد مسیری موسوم به جاده پادشاه در نظر گرفته شده بود.

## پیشینه
کیمینْلینْنا یک بنای ۵ گوشه با قطر تقریباً ۸۰۰ متر (۸۷۰ یارد) است. مساحت این قلعه تقریباً ۷۴ هکتار (۱۸۰ جریب فرنگی) است.
این قلعه توسط خندق‌های ناقص احاطه شده‌است، که همچنین بخشی از سیستم خندق را تشکیل می‌دهند که برای تخلیه زمین در نظر گرفته شده‌است. یک آبگیر نیز در آن محل وجود دارد.
بخش شرقی باروها توسط راه‌آهن کوتکا که در سال ۱۸۹۰ ساخته شد، و جاده کیمینتی که در اوایل قرن بیستم ساخته شد، جدا می‌شود. جاده ملی ۷ از باروهای بیرونی قسمت جنوبی قلعه می‌گذرد.

## سازه
این قلعه ۲۳ ساختمان را در خود جای داده‌است که بیشتر آنها پس از توقف استفاده نیروی دفاعی فنلاند از قلعه خالی بوده‌اند و برخی از آنها در مخروبه هستند.
اولین استحکامات در محل کیمینْلینْنا، قلعه ای به قطر چند صد متر بود که بین سال‌های ۱۷۹۱ و ۱۷۹۵ ساخته شد. ساخت این قلعه در ابتدا توسط مارشال روسی الکساندر سووروف نظارت شد و بعداً توسط ژنرال هلندی‌تبار یان پیتر ون ساشتلن انجام شد. این به اصطلاح «قلعه سووروف» تخریب شد تا جایی برای کیمینْلینْنای جدید، شش برابر بزرگتر، که در سالهای ۱۸۰۳–۱۸۰۸ ساخته شد، باز شود.
ژنرال ساشتلن قلعه جدید را طراحی کرد و بر ساخت آن نظارت داشت. این قلعه در زمان شروع جنگ فنلاند کاملاً آماده نبود و پس از انتقال مرز بین روسیه و سوئد از رودخانه کیمی به رودخانه تورن، کاربرد نظامی مورد نظر خود را از دست داد. کیمینْلینْنا در طول جنگ کریمه نیز درگیری نظامی نداشت.

## جنگ داخلی
در طول جنگ داخلی فنلاند کیمینْلینْنا توسط گارد سرخ به عنوان یک مرکز آموزشی مورد استفاده قرار گرفت. قلعه کیمینْلینْنا تنها نبرد خود را در طول جنگ داخلی در ۹ آوریل ۱۹۱۸ تجربه کرد، زمانی که یک واحد آلمانی به گاردهای قرمز مستقر در قلعه حمله کرد. این نبرد تلفات کمی داشت، از جمله سرباز آلمانی ویلی هاینز، که در گورستان قدیمی کوتکا دفن شده‌است.

## جنگ جهانی دوم
در طول جنگ جهانی دوم کیمینْلینْنا به عنوان اردوگاه پناهندگان برای فین‌های اینگریا مورد استفاده قرار گرفت. این قلعه همچنین به عنوان اردوگاه اسیران جنگی و میدان تیر گارد سفید (فنلاند) استفاده می‌شد. کیمینْلینْنا بین سال‌های ۱۹۳۹ تا ۲۰۰۵ توسط نیروهای دفاعی فنلاند مورد استفاده قرار گرفت. این منطقه در حال حاضر متعلق به شرکت املاک و مستغلات دولت فنلاند است.